# Iglesia de Cristo (Santos de los Últimos Días)

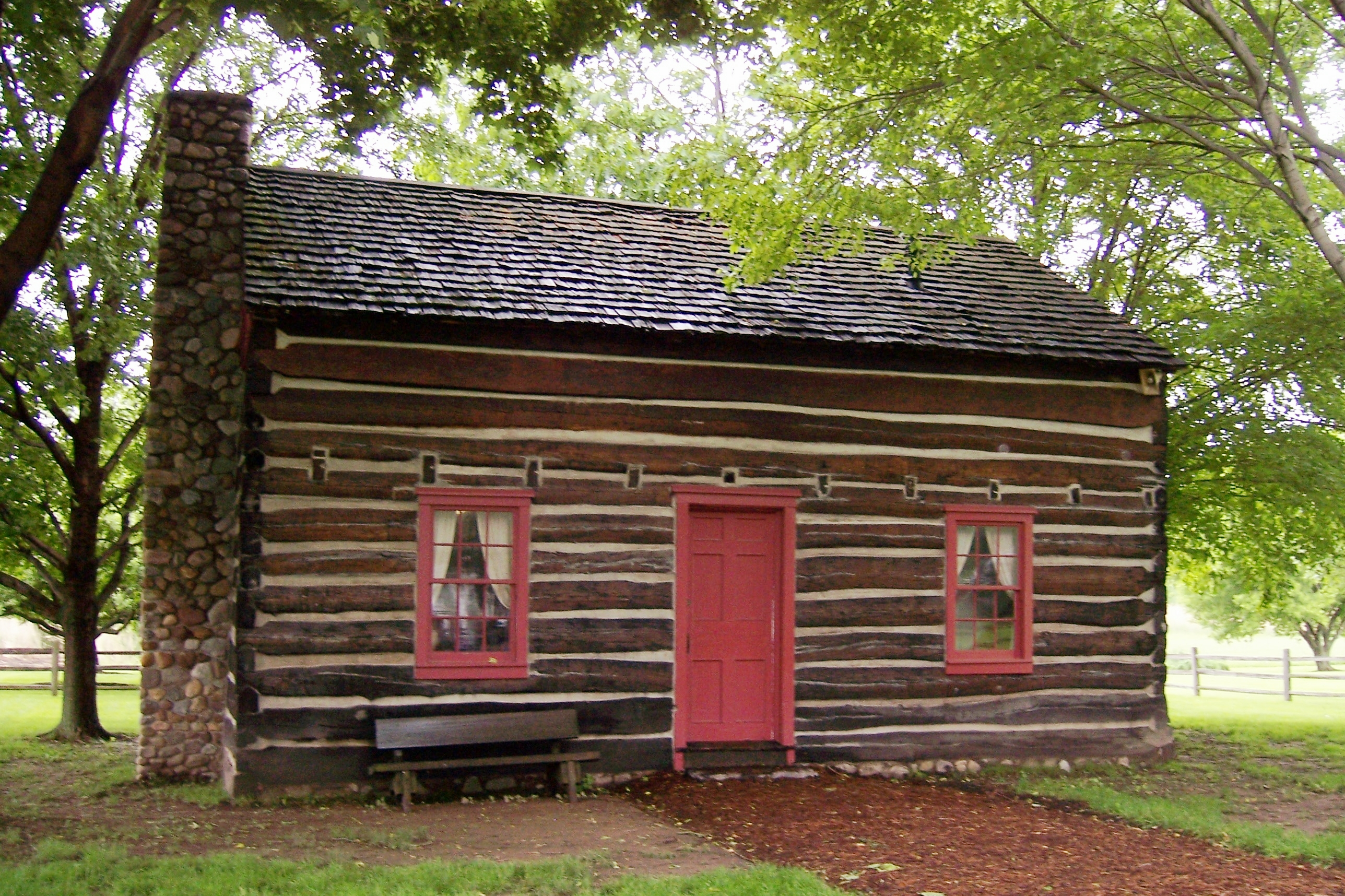
Reconstrucción de la casa de troncos original de Peter Whitmer Sr. en Fayette (Nueva York), posible sede de la primera iglesia mormona

La Iglesia de Cristo fue el nombre de la primera iglesia mormona fundada por Joseph Smith. Establecida de forma no oficial en 1829 en el norte del estado de Nueva York y luego formalmente el 6 de abril de 1830, fue la primera organización en seguir los principios que se encontraban Libro de Mormón, publicado ese mismo año. 
Esta organización tuvo varios nombres hasta la muerte de Smith: la Iglesia de los Santos de los Últimos Días, la Iglesia de Jesucristo, la Iglesia de Dios, la Iglesia de Cristo de los Santos de los Últimos Días,  y la Iglesia de Jesucristo de los Santos de los Últimos Días a partir de 1838.
Smith afirmó que esta iglesia era una restauración de la iglesia cristiana primitiva del siglo I, alegando que esta había sufrido una "Gran Apostasía ". Después de la muerte de Smith en 1844, hubo una crisis de sucesión, en la cual algunos miembros siguieron a Brigham Young, presidente del Cuórum de los Doce Apóstoles, hasta el Valle del lago salado; y otros se unieron a denominaciones más pequeñas en estados como Illinois o Misuri. Todas estas denominaciones afirman ser la continuación legítima de la Iglesia de Cristo original de Smith, independientemente del nombre que puedan llevar actualmente (La Iglesia de Jesucristo de los Santos de los Últimos Días (Iglesia SUD), Comunidad de Cristo, La Iglesia de Jesucristo (Bickertonita), Iglesia de Cristo (Terreno del Templo)...).
A lo largo de la historia, sobre todo en Estados Unidos, ha habido varias iglesias protestantes con el nombre Church of Christ (Iglesia de Cristo) o similar que no guardan relación con la fundada por Smith: la Iglesia Unida de Cristo, un organismo eclesiástico reformado, y las Iglesias de Cristo, que tienen raíces en el movimiento de Restauración.

## Desarrollo doctrinal antes de 1830
Las primeras referencias a la Iglesia de Cristo se encuentran en los pasajes del Libro de Mormón que Smith dictó entre abril y junio de 1829. A lo largo de la escritura del libro, se agruparon un número de creyentes alrededor de Smith y formaron una estructura similar a la una iglesia, con ordenanzas como el bautismo y clero ordenado.
En algún momento de abril de 1829, Smith dictó una historia escrita escrita por Alma, padre, un exsacerdote de un rey malvado, que bautizó a sus seguidores por inmersión "teniendo autoridad del Dios Todopoderoso" y que llamó a su comunidad de creyentes la "iglesia de Dios", o "la iglesia de Cristo".  El libro describía que el clero de la iglesia de Alma estaba formado por sacerdotes, que no recibían remuneración y debían "predicar nada excepto el arrepentimiento y la fe en el Señor".  Posteriormente, Alma estableció muchas iglesias (o congregaciones) que se consideraban "Una Iglesia" porque "en todas las iglesias no se predicaba nada salvo el arrepentimiento y la fe en Dios".  Además de los sacerdotes, el libro menciona que el clero de estas iglesias también incluía maestros. 
La primera descripción en términos informales de una iglesia fue en mayo de 1829, cuando Smith aseguró haber recibido una revelación:

He aquí, esta es mi doctrina: quienes se arrepienten y vienen a mí, tales son mi iglesia. Quien adeclare más o menos que esto no es de mí, sino que está en contra de mí; por consiguiente, no es de mi iglesia.
Doctrina y convenios 10:67-78

El dictado posterior de Smith del Libro de Mormón también declaró que había "sólo dos iglesias; una es la iglesia del Cordero de Dios, y la otra es la iglesia del diablo". 
También en mayo de 1829, Smith y Oliver Cowdery aseguraron que fueron visitados por Juan el Bautista en forma angelical y que este les confirió el sacerdocio aarónico, que incluía la autoridad de bautizar en el nombre de Jesucristo. Smith y Cowdery luego se bautizaron mutuamente por inmersión. También bautizaron a decenas de personas, ya en junio de 1829. Estos conversos, sin embargo, no pertenecían a una organización eclesiástica formal. Sin embargo, esta comunidad de creyentes se refería a sí misma como "la Iglesia de Cristo" e incluía conversos en tres ciudades de Nueva York: Fayette, Manchester y Colesville .
En junio de 1829, Smith dictó una revelación que decía que

Porque en ellas se hallan escritas todas las cosas concernientes al fundamento de mi iglesia, mi aevangelio y mi broca.De modo que si edificas mi iglesia sobre el fundamento de mi evangelio y mi roca, las puertas del infierno no prevalecerán en contra de ti.
Doctrina y Convenios 18:4-5

En algún momento entre junio y diciembre de 1829, Cowdery dijo que recibió una revelación sobre "cómo debía edificar su iglesia y la manera de hacerlo". Esta revelación, llamada Artículos de la Iglesia de Cristo, indicaba que la iglesia debía ordenar sacerdotes y maestros "según los dones y llamamientos de Dios para los hombres". La iglesia debía reunirse periódicamente para tomar el sacramento.Según David Whitmer, en abril de 1830, esta "Iglesia de Cristo" informal tenía alrededor de seis élders y 70 miembros.

## Organización de la iglesia
El 6 de abril de 1830, un grupo de unos treinta creyentes entre los que se encontraban Joseph Smith y Oliver Cowdery se reunieron con la intención de organizar legalmente la Iglesia de Cristo. No se sabe si esto ocurrió en la casa de Peter Whitmer Sr. en Fayette, Nueva York, o en la casa de Joseph Smith (padre) cerca de su propiedad en Manchester, Nueva York. Poco después de esta organización formal, se establecieron formalmente pequeñas ramas en Manchester, Fayette y Colesville . Es muy posible que no consiguieran un reconocimiento legal, ya que no se han encontrado registros ni en el área de Manchester-Palmyra, ni en el área de Fayette, ni en varios otros condados alrededor de este período, como lo requería ley estatal de la época.

### Ubicación
Antes de 1834, todas las publicaciones y documentos de la iglesia indicaban que la iglesia se encontraba en una casa de Smith, ya sea en la primera casa de troncos o en otras que se pudieron haber construido después. A partir de 1834, varias publicaciones de la iglesia comenzaron a ubicar el lugar de reuniones en la casa de Peter Whitmer Sr., en Fayette; lugar donde ya se habían tenido varias reuniones antes de esa fecha. Posteriormente a 1834, algunos testigos y documentos oficiales la situaban en Manchester.

### Eventos en la organización
Según relatos posteriores, la reunión organizativa del 6 de abril fue un evento carismático, en el que los miembros de la congregación tuvieron visiones, profetizaron, practicaron la glosolalia, gritaron extáticamente alabanzas al Señor y se desmayaron. En esta reunión, la iglesia ordenó formalmente un ministerio laico, con los oficios del sacerdocio de diácono, maestro, sacerdote y élder. Smith y Cowdery, según su relato de 1831, se ordenaron mutuamente "apóstoles de Jesucristo, élders de la iglesia", relato que fue modificado en 1835 para indicar que Smith fue ordenado "Primer élder" y Oliver Cowdery fue ordenado "Segundo élder".

### Primeros miembros de la iglesia
Según las sucesivas denominaciones mormonas, los primeros seis miembros de la Iglesia de Cristo fueron:

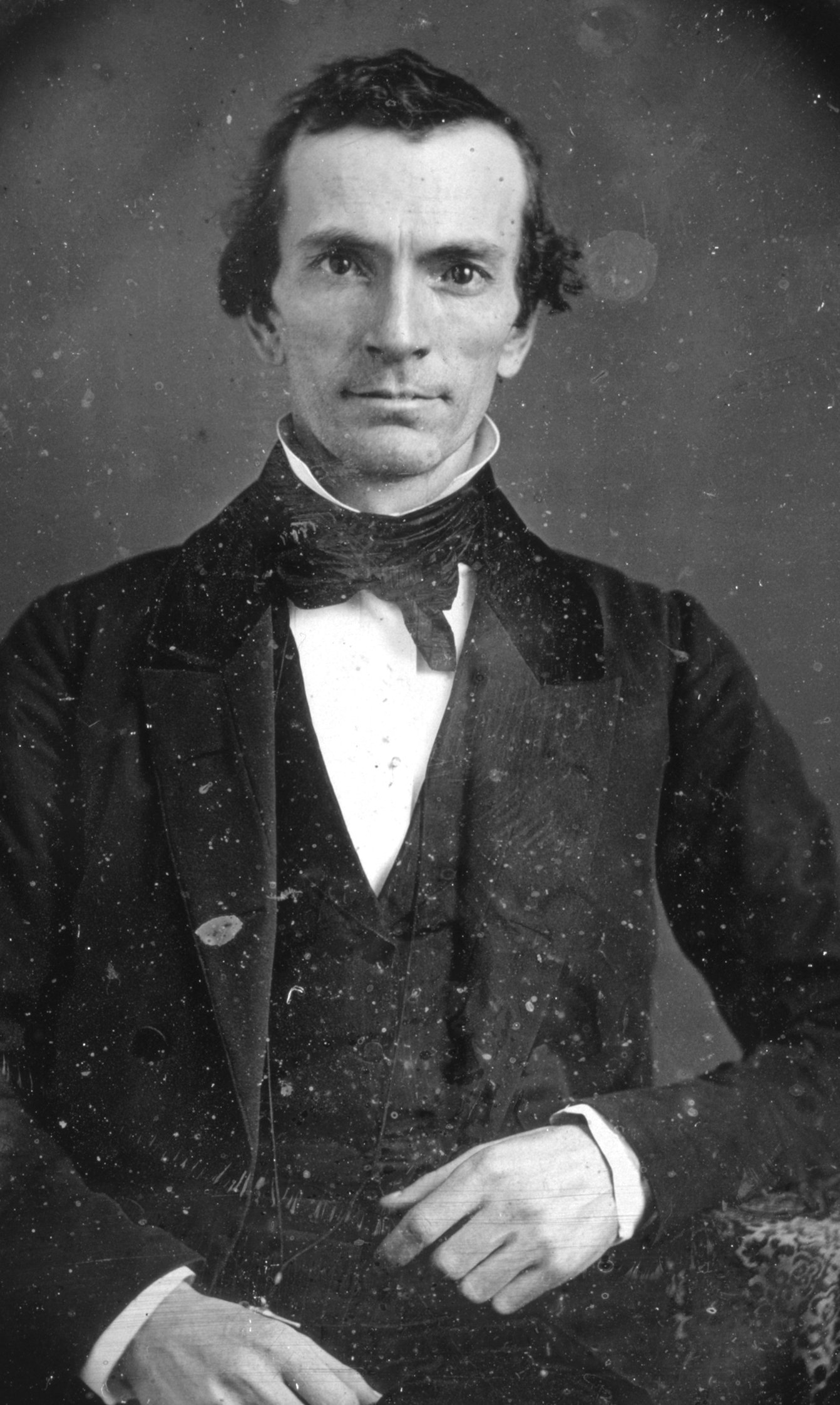
Oliver Cowdery
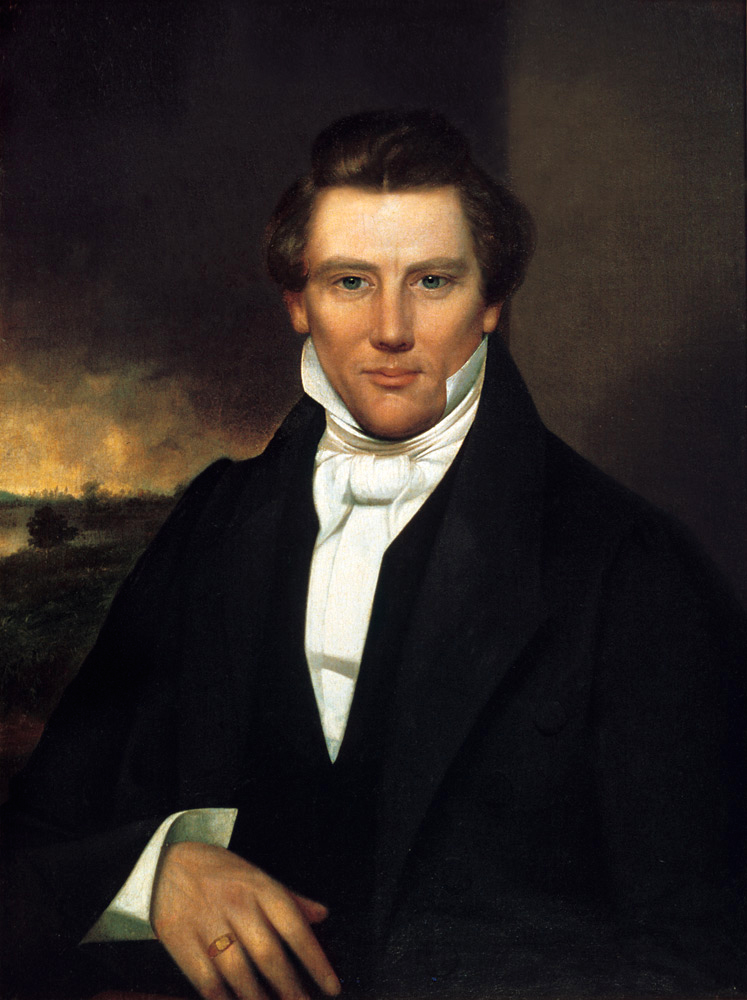
Joseph Smith
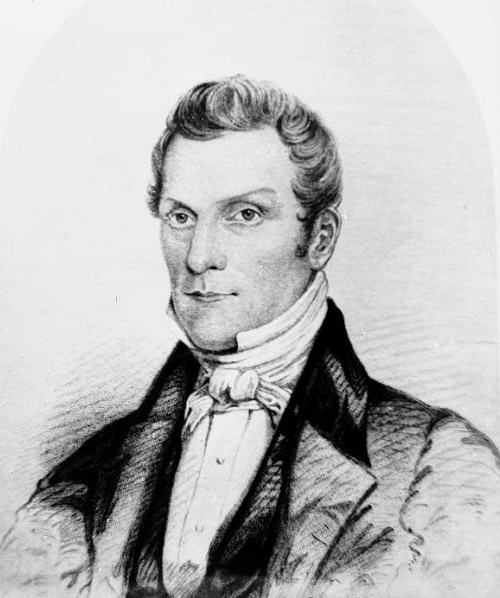
Hyrum Smith, hermano de Joseph Smith
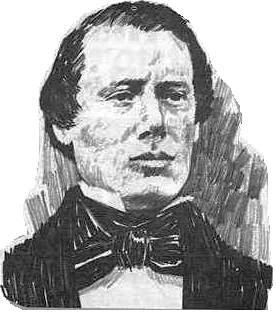
Samuel H. Smith, hermano de Joseph Smith
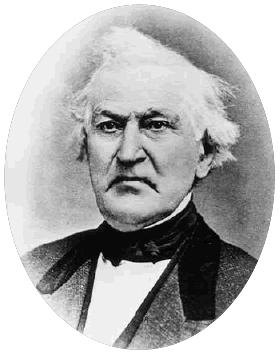
David Whitmer
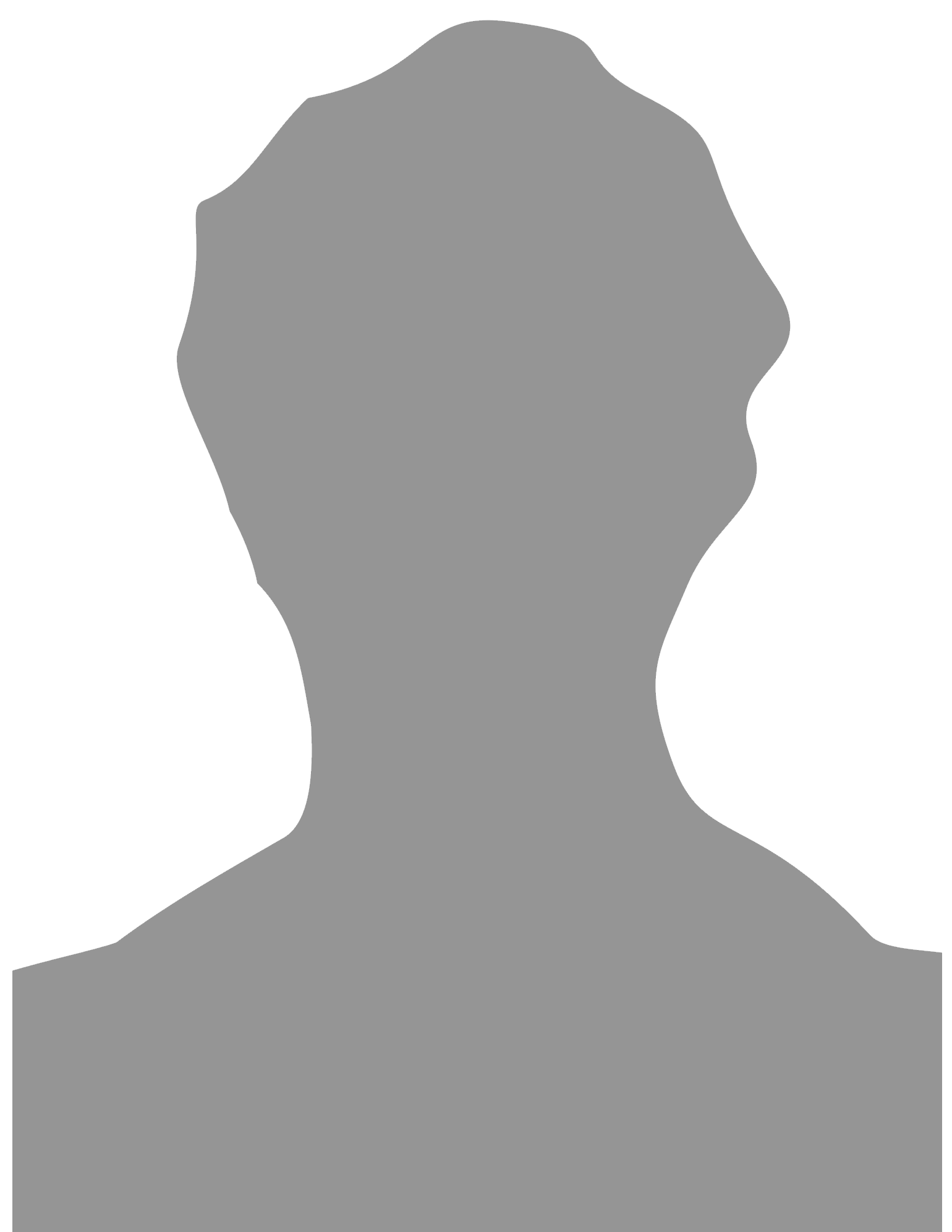
Peter Whitmer Jr.

Los primeros miembros también incluyeron a los tres y ocho testigos del Libro de Mormón y miembros de las familias Whitmer y Smith. Otros primeros miembros incluyeron amigos y conocidos de estas familias, como Porter Rockwell.

## Nombre de la iglesia

### Antecedentes históricos
Smith la denominó Iglesia de Cristo (Church of Christ) con base en una supuesta revelación en 1830. Además de afirmar que esta iglesia es una restauración de la iglesia cristiana primitiva, Smith también enseñó que esta restauración ocurrió en los "Últimos Días" del mundo, es decir, el tiempo inmediatamente anterior a la Segunda Venida de Jesús.

### Primeras modificaciones
Durante los primeros meses de la Iglesia, su nombre causó confusión, pues varias iglesias del llamado Movimiento de Restauración tenían nombres muy similares. En consecuencia, se empezó a denominar a los Santos de los Últimos Días mormones debido a su férrea creencia en el Libro de Mormón.
Smith y otros élders consideraban este nombre despectivo, por lo que la iglesia pasó a denominarse en mayo de 1834 Iglesia de los Santos de los Últimos Días (Church of the Latter Day Saints).
Sin embargo, a lo largo del tiempo, esta iglesia ha tomado otros nombres puntuales, como La Iglesia de Jesucristo (The Church of Jesus Christ), La Iglesia de Dios (The Chirch of God), y finalmente, La Iglesia de Cristo de los Santos de los Últimos Días (The Church of Christ of Latter Day Saints).
A finales de la década de 1830, Smith y sus seguidores establecieron una nueva sede de la iglesia en Far West (Misuri), donde anunció, mediante una revelación, el nombre definitivo de la iglesia: La Iglesia de Jesucristo de los Santos de los Últimos Días (The Church of Jesus Christ of Latter Day Saints).

### Variaciones posteriores a la muerte de Smith
Hasta el momento de la muerte de Smith, la iglesia era conocida indistintamente como Church of Jesus Christ of Latter Day Saints o of Latter-day Saints (aunque era más habitual el primero), es decir, con o sin guion. Tras su fallecimiento, varias denominaciones mormonas se establecieron bajo el paraguas de algunos de los seguidores más próximos al profeta.

##### La Iglesia de Jesucristo de los Santos de los Últimos Días (Brigham Young)
La mayor de ellas, dirigida por Brigham Young y actualmente con sede en Salt Lake City, Utah usó en un principio Church of Jesus Christ of Latter Day Saints, pero tras su incorporación en 1851, se estandarizó su nombre con guion (of Latter-day Saints), del que poseen los derechos de autor. En consecuencia, el resto de denominaciones mormonas se ven obligadas a usar Latter Day Saints, pues esta denominación está en el dominio público

##### Iglesia Reorganizada de Jesucristo de los Santos de los Últimos Días (Joseph Smith III)
El nombre Church of Jesus Christ of Latter Day Saints también fue utilizado por miembros que reconocieron al hijo de Smith, Joseph Smith III, como sucesor de su padre, que se declaró profeta presidente el 6 de abril de 1860. Sin embargo, la iglesia se incorporó en 1872 como la Iglesia Reorganizada de Jesucristo de los Santos de los Últimos Días (Reorganized Church of Jesus Christ of Latter Day Saints), para distinguirla de la iglesia que se había establecido en Utah por Brigham Young, ya que esta estaba siendo investigada por la práctica de la poligamia.  En 2001, esta denominación cambió su nombre nuevamente a Comunidad de Cristo, posiblemente por alusión al nombre original, Iglesia de Cristo.

##### Otras escisiones
El grupo de Sidney Rigdon fue reduciéndose en número hasta que uno de sus élders, William Bickerton, reorganizó la iglesia en 1862 bajo el nombre de La Iglesia de Jesucristo (The Church of Jesus Christ). Otras denominaciones mormonas volvieron al nombre original o a una variación de este, incluida la Iglesia de Cristo (Terreno del Templo) (que, al afirmar ser la sucesora de la original, se autodenomina Iglesia de Cristo restaurada el 6 de abril de 1830), la Iglesia de Jesucristo (Cutlerita), entre otras. 

## Reclamos de sucesión
Prácticamente todas las denominaciones mormonas afirman ser el sucesor legítimo de la Iglesia de Cristo original y afirman que Joseph Smith fue su primer profeta o su primer presidente. Otras denominaciones, como La Iglesia de Jesucristo (Bickertonita), reconocen que fueron fundadas tras la muerte de Joseph Smith, pero afirman ser una restauración de la Iglesia de Cristo Original.